# (74010) 1998 FC104
(74010) 1998 FC104 – planetoida z pasa głównego asteroid okrążająca Słońce w ciągu 3,46 lat w średniej odległości 2,29 j.a. Odkryta 31 marca 1998 roku.